# 曹光彪家族
曹光彪家族祖籍浙江寧波鄞县（今鄞州区），是香港纺织业的著名家族。

## 家族成員
- 曹光彪：香港及世界毛纺大王，纺织业巨头。
  - 曹其镛，香港、日本企业家。
    - 曹惠婷，香港风险投资家。

  - 曹其真，前澳門特別行政區立法會主席。
  - 曹其峰，香港、美国时尚业巨头[2]。
    - Luis
    - Bruno
    - Veronica曹颖惠，香港时装企业家。
    - Vivian，美国时装企业家。

  - 曹其東，永新光電實業有限公司董事長、寧波永新光學股份有限公司董事長、全國政協港區委員、寧波市榮譽市民。
    - Samuel 曹志欣，永新光電實業有限公司董事總經理、寧波永新光學股份有限公司副董事長、匯勤資本董事總經理、寧波市榮譽市民、寧波市政協委員。

  - 曹其敏，香港航空业企业家。